# Summit (Mississippi)
Summit é uma cidade  localizada no estado americano de Mississippi, no Condado de Pike.

## Demografia
Segundo o censo americano de 2000, a sua população era de 1428 habitantes.
Em 2006, foi estimada uma população de 1642, um aumento de 214 (15.0%).

## Geografia
De acordo com o United States Census Bureau tem uma área de
4,4 km², dos quais 4,4 km² cobertos por terra e 0,0 km² cobertos por água.

## Localidades na vizinhança
O diagrama seguinte representa as localidades num raio de 36 km ao redor de Summit.